# Parocneria unicoloris
Parocneria unicoloris är en fjärilsart som beskrevs av Brandt 1938. Parocneria unicoloris ingår i släktet Parocneria och familjen tofsspinnare. Inga underarter finns listade i Catalogue of Life.